# Wolfgang Beltracchi
Wolfgang Beltreacchi, född Wolfgang Fischer 4 februari 1951 i Höxter i Tyskland, är en tysk konstnär och konstförfalskare.

## Biografi
Wolfgang Beltracchi växte upp i Geilenkirchen i Tyskland som son till en konservator och muralmålare. Han studerade konst i Aachen i Tyskland. Under 1980-talet drev han tillsammans med en partner under en kort period ett konstgalleri. 
Han har vidgått att han har förfalskat och sålt hundratals målningar. Bundesverband Deutscher Kunstversteigerer (Tysklands Konstauktionärers Förening) publicerade i oktober 2012 en katalog med 54 kända förfalskningar av 24 konstnärer, inklusive Max Ernst, Heinrich Campendonk, Fernand Léger, Auguste Herbin, Louis Marcoussis, André Derain, Jean Metzinger, Raoul Dufy och Kees van Dongen. 
Han gifte sig 1993 med Helen Beltracchi.
Han åtalades för konstförfalskning i Tyskland och dömdes 2011 till fängelsestraff.

## Media
Beltracchi – Die Kunst der Fälschung, dokumentärfilm 2014 av Arne Birkenstock.